# Olessja Jaremtschuk

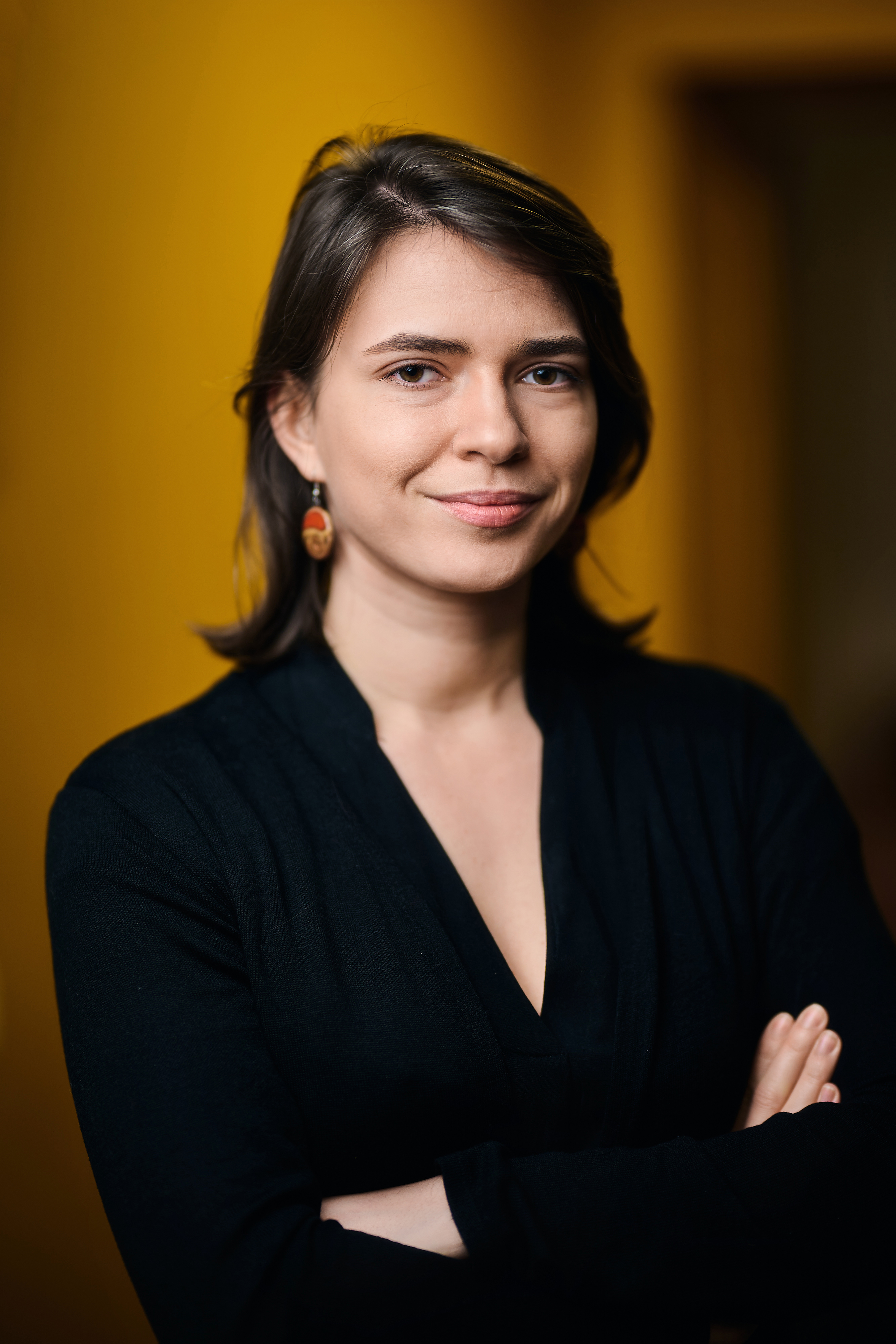
Olessja Jaremtschuk (2025)

Olessja Ljubomyriwna Jaremtschuk (ukrainisch Олеся Любомирівна Яремчук; wissenschaftliche Transliteration Olesja Ljubomyrivna Jaremčuk; englische Transkription Olesya Yaremchuk; * 25. Mai 1991 in Lwiw) ist eine ukrainische Journalistin und Schriftstellerin, Mitglied des Ukrainischen PEN-Clubs P.E.N.

## Biographie
Olessja Jaremtschuk stammt aus einer galizischen Familie: Ihre Mutter war Mitarbeiterin eines Lemberger Museums, ihr Vater ist Bildhauer. Sie ist verheiratet mit dem deutsch-ukrainischen Unternehmer Rostyslav Kosyura, mit dem sie eine gemeinsame Tochter hat, und lebt in Lwiw und bei München.

## Bildungsweg
Nach ihrem Schulabschluss studierte sie Journalistik und beendete 2013 an der Nationalen Iwan-Franko-Universität Lwiw ihr Studium. In den Jahren 2014 bis 2021 arbeitete sie an ihrer Dissertation zur „Reiseanthropologie in den literarischen Reportagen Joseph Roths“. Gefördert wurde sie hierbei mit einem Forschungs-Stipendium des OeAD an der Universität Wien im Jahre 2016. Vorgestellt hat sie ihre Arbeit unter anderem in einem 10-seitigen wissenschaftlichen Aufsatz 2019.
Über den misslungenen Versuch der Verteidigung ihrer Dissertation verfasste Jaremtschuk ihre vielbeachtete Reportage Beuge Dich, Kind! Ist es möglich, eine Dissertation ohne Bestechungsgelder und Buffets zu verteidigen? Geschichte einer Doktorandin; in deren Folge versprach der Kulturminister der Ukraine in Reaktion darauf, Untersuchungen anstellen zu lassen. Als Folge der Diskussion formte sich die NGO „OsvitaLeaks“.

## Journalistische und schriftstellerische Tätigkeit

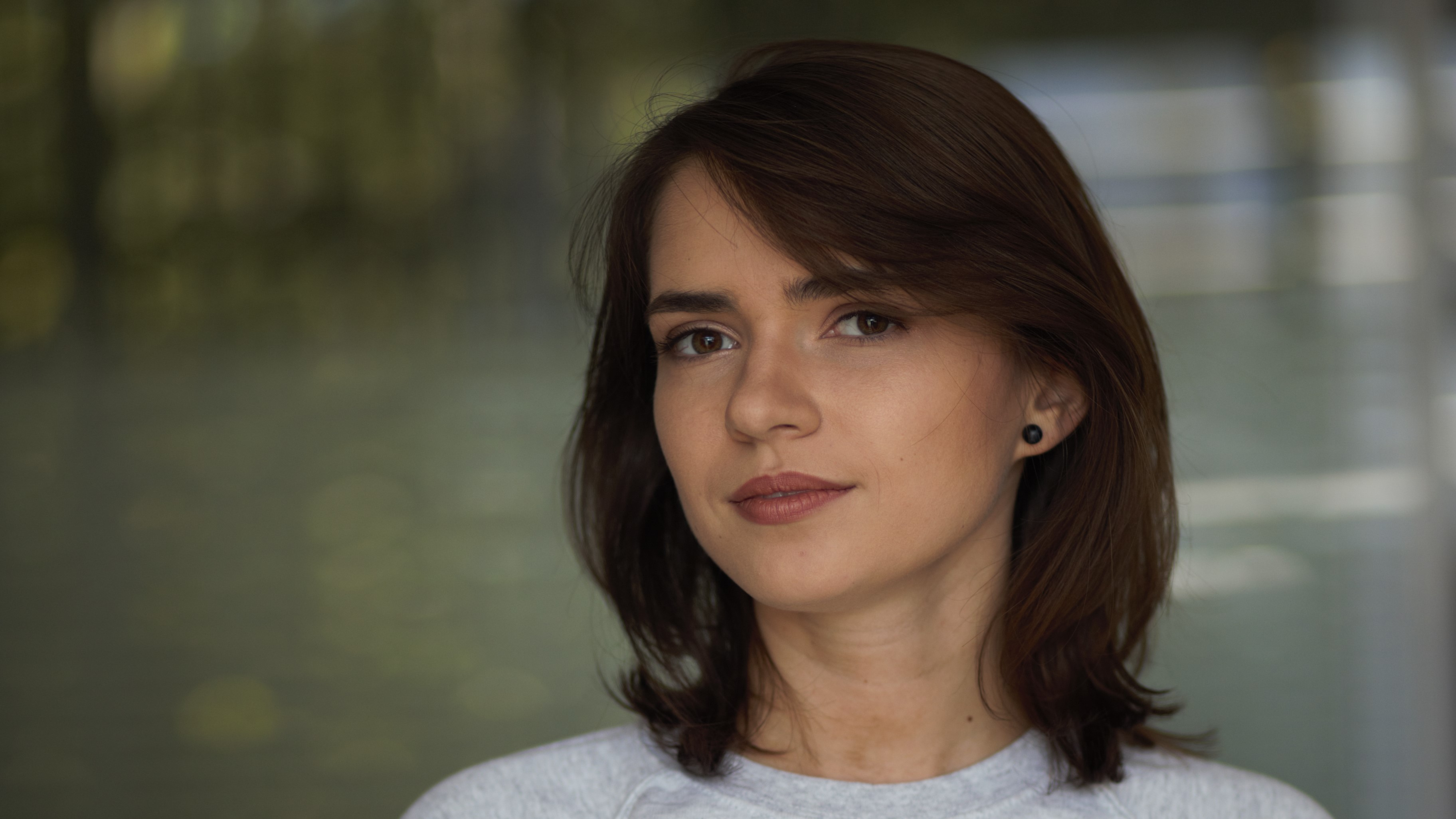
Olessja Jaremtschuk (2017)

Nach Abschluss ihres Studiums wirkte Jaremtschuk in der internationalen Redaktion der ukrainischen Tageszeitung „Den“ (Der Tag) und begann alsbald als Freelancerin zu schreiben. Ihre Reportagen erschienen unter anderem in der Online-Zeitschrift „Litakcent“, im Krakauer Politikmagazin „New Eastern Europe“ und im „Ukrajinský žurnál“ (Prag), deutsche Übersetzungen in den deutschen Tageszeitungen „Die Welt“ und „Hamburger Abendblatt“.
2014 nahm sie in München teil am Ostkurs der Katholischen Journalistenschule ifp.
2016 bis April 2017 kuratierte sie mehrere Bücher im Kiewer Verlag „Tempora“, darunter die ukrainischen Übersetzungen der Bücher von Karl-Markus Gauß, Die sterbenden Europäer: Unterwegs zu den Sepharden von Sarajevo, Gottscheer Deutschen, Arbëreshe, Sorben und Aromunen und Hanna Krall, Dem Herrgott zuvorkommen/Schneller als der liebe Gott, Oleh Kryschtopa, Das Stanislauer Phänomen sowie 2 Bände der Serie von hervorragenden literarischen Reportagen von Nachwuchsjournalisten und Wissenschaftlern Veni, vidi, scripsi.
Vom Sommer 2017 bis Februar 2019 setzte sie ihre Tätigkeit als leitende Redakteurin des Lemberger Verlags „Tschowen“ fort, wo sie für die Herausgabe der Bücher von Karl-Markus Gauß, Die Hundeesser von Svinia, Piotr Ibrahim Kalwas, Ägypten: Haram, Halal, Wojciech Górecki, Toast auf die Vorfahren, Martin Pollack, Topographie der Erinnerung und Tony Judt, Nachdenken über der 20. Jahrhundert verantwortlich war.
Das Werk Olessja Jaremtschuks ist vor allem konzentriert auf literarische Reportagen. Beflügelt durch die von ihr kuratierten Übersetzungen deutscher und polnischer Autoren modelliert sie mit den bei ihren Feldforschungen und Begegnungen erhobenen Interviews und Texten das Bild einer ethnisch und kulturell äußerst vielfältigen Ukraine. Nach Erscheinen ihres Reportagenbandes Unsere Anderen: Geschichten ukrainischer Vielfalt (2018) setzt sie mit Studenten ihre Feldforschungen in nuce am Beispiel der Stadt Lwiw fort. Diese Reportagen erscheinen auf der Seite der Onlinezeitschrift „Twoe Misto“. Zwischen 2016 und 2018 legte sie 11.000 Kilometer zurück, um 14 Reportagen über ethnische Minderheiten der Ukraine zu verfassen, insbesondere über Tschechen und Slowaken, meschetische Türken, Schweden, Rumänen, Ungarn, Roma, Juden, „Liptaken“, Gagausen, Deutsche, Wlachen, Polen, Krimtataren und Armenier in der Ukraine. Nach Erscheinen ihres Reportagenbandes „Unsere Anderen: Geschichten ukrainischer Vielfalt“ (2018) setzt sie mit Journalistik-Studenten der Ukrainischen Katholischen Universität ihre Feldforschungen in nuce am Beispiel der Stadt Lwiw fort. Diese Reportagen des Projekts „Mosaik“ erscheinen auf der Seite der Onlinezeitschrift „Twoe Misto“.

## Auszeichnungen
- 2014 Wettbewerb „Samwydez“ des Verlages „Tempora“ für die Reportage „Verletzte – Geschichten über schwerverletzte ukrainische Soldaten, die im Hamburger Krankenhaus versorgt werden“
- 2018 LitAkcent des Jahres und
- Shortlist des Preises UNESCO-Literaturstadt, beide Male für Unsere Anderen

## Stipendien
- 2014 Marion-Dönhoff-Stipendium
- 2016 OeAD-Stipendium für Forschungen in Wien
- 2017 Ehrengast der Karpatischen Literatur-Residenz (TAOR)
- 2018 Stipendiatin des ADAMI-Fellowship
- 2019 Stipendiatin von KulturKontakt Austria

### Werk
- Unsere Anderen. Geschichten ukrainischer Vielfalt (Наші Інші Наші Інші. Історії українського різноманіття) Lwiw, Tschowen 2018. ISBN 978-966-97668-5-4. (das Buch wurde in die Liste der 100 Bücher, die helfen, die Ukraine zu verstehen, aufgenommen[5])
  - englische Übersetzung: Our Others: stories of Ukrainian diversity. Übersetzt von Zenia Tomkins und Hanna Leliv. Stuttgart, ibidem, 2020. ISBN 978-3-8382-1475-7.
  - griechische Übersetzung: Οι δικοί μας άλλοι: Η ιστορία και η καθημερινότητα των μειονοτήτων στη σύγχρονη Ουκρανία. Athen 2020. ISBN 978-618-84695-4-9.
  - deutsche Übersetzung: Unsere Anderen: Geschichten ukrainischer Vielfalt. Aus dem Ukrainischen übersetzt von Christian Weise. Stuttgart, ibidem, 2021. ISBN 978-3-8382-1635-5.
  - italienische Übersetzung: Mosaico Ucraina. Übersetzt von Claudia Bettiol. Udine, Bottega Errante Edizioni, 2022. ISBN 979-1280 219640

Weitere Übersetzungen sind in Arbeit.

### Mitarbeit/Beiträge
- Veni, vidi, scripsi: Lebendige Geschichte (Veni, Vidi, Scripsi: Історія наживо). Kiew 2015.
- Demokratie-Test: Türkei, Georgien, Rumänien, Moldawien (Випробування демократією: Туреччина, Грузія, Румунія, Молдова), Lwiw, Lviv Media Forum, 2017.
- Schaut her, das sind wir, in: Was gibt uns Kraft? (Що дасть нам силу? Есеї українських інтелектуалів на фокус-тему українського ПЕН 2019/2020), Kiew, Duch i Litera, 2020.

### Einzelne Reportagen
- Nein, ich werde die Ukraine nie verlassen, übersetzt von Gerhard Gnauck, in: Die Welt 11.06.2017 und Welt online, abgerufen am 12. Januar 2022.
- „Der Offizier griff mein Kinn und sagte: ,Du bist Jud‘“, übersetzt von Maria Weissenböck, in: Die Welt 28.04.2018 und Welt online, abgerufen am 12. Januar 2022.

### Übersetzung
- (gemeinsam mit Chrystyna Nasarkewytsch) Joseph Roth, Städte und Menschen (Міста і люди), Tscherniwzi, Knyhy-XXI, 2019. (ausgewählte Feuilletons und Reportagen)

### Interviews (Auswahl)
- Катерина Толокольнікова, Літературний репортаж і правило трьох «с». Інтерв’ю з Олесею Яремчук, редакторкою видавництва «Човен» (Kateryna Tolokolnikowa, Literarische Reportage und die Regel der drei „s“. Interview mit Olessja Jaremtschuk, der Redakteurin des Verlages Tschowen), abgerufen am 12. Januar 2022.
- Olesya Yaremchuk im Gespräch mit Andreas Umland und Christian Weise über ihr Buch „Unsere Anderen“ auf YouTube, 18. Oktober 2021. (Online-Buchvorstellung der deutschen Ausgabe im Rahmen der Frankfurter Buchmesse im Oktober 2021)